# アドルフ・ドゥエイ

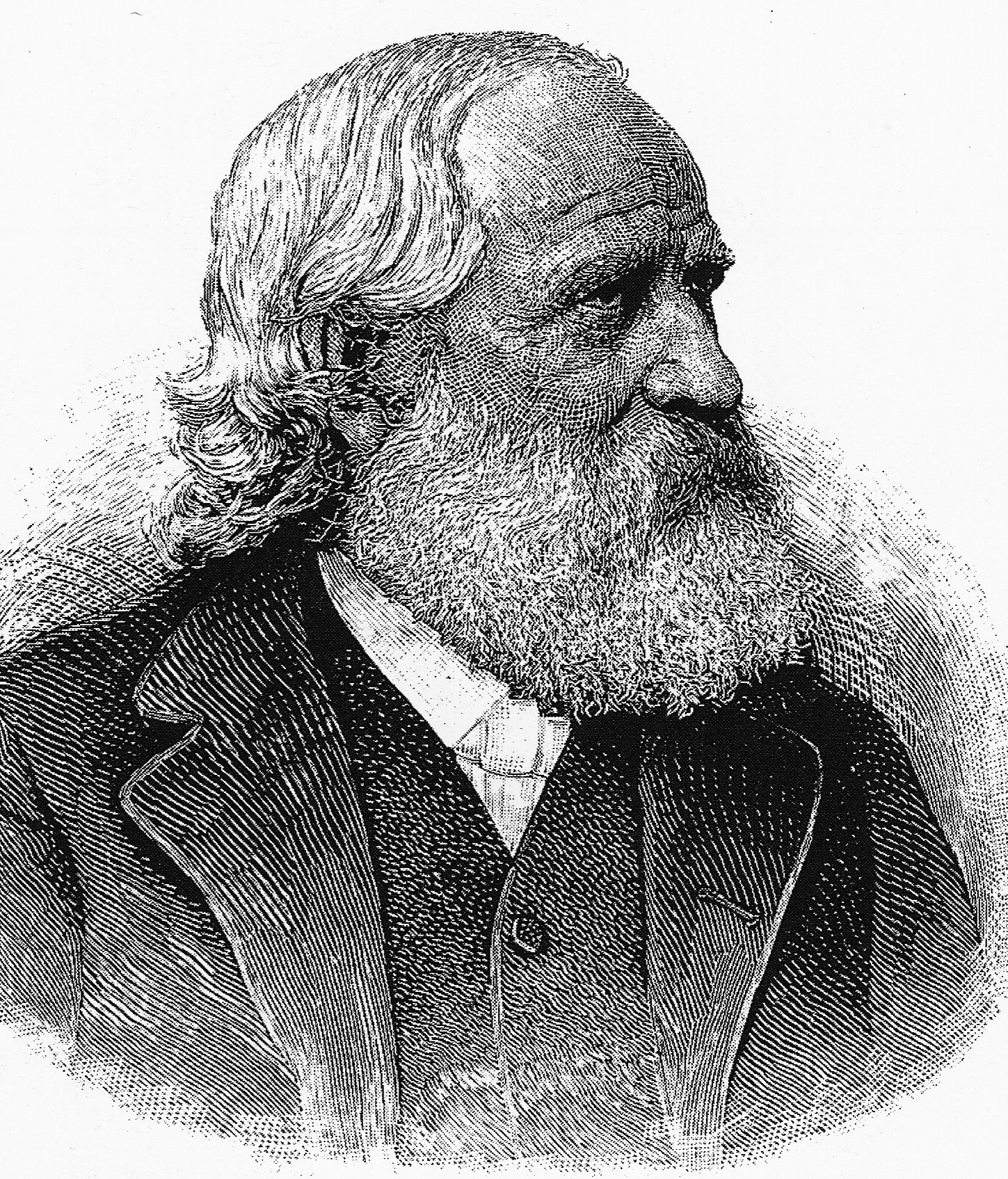
アドルフ・ドゥエイ

アドルフ・ドゥエイ(Carl Adolph Douai、1819年2月22日 - 1888年1月21日）は、著名なドイツ系テキサス人で、ジャーナリスト、著述家、新聞編集者で、社会改革家でもあった。ドイツでは、ザクセン・ゴータ・アルテンブルクの労働運動の指導者で、アメリカに渡ってからは、奴隷制度廃止論者としても活躍。これに関する資料は、現在テキサス大学に収蔵されている。彼は教育者としては、アメリカで最初に幼稚園を作った一人でもある。
ドゥエイは、1848年革命に参加し、彼の新聞にも革命派への支持をたびたび記事にしている。

## 家族
彼は、教育一家の出で、教師だったカール・エドゥアルト・デュエイ(1793年 - ?)とエレオノーラ・ドゥエイ(1797年 - ?)の間の子どもである。
ドゥエイは、1843年9月25日、ザクセン・アルテンベルク公国のイェナ近郊のモデルヴィッツでボイスト男爵夫人アグネス(1819年2月18日 - 1898年12月13日)と結婚した。彼女は、ボイスト男爵マクシミリアン(1805年 - 1832年)とハッケ男爵夫人シャルロッテ(1788年 - 1861年)の間に生まれた娘であった。ドゥエイ夫妻には、10人の子どもがあった、2人の男子と8人の女子である。

## 生涯

### ドイツの革命
ドゥエイは、4歳で既に父親から読み書き計算を教えられた。彼はアルテンブルクのギムナジウムに学び、その後奨学金を得て、ライプツィヒ大学で、神学、哲学、と歴史を学んだ。1841年、彼は数年にわたる遊学の旅に出、バルト海を渡って、エストニアに赴き、そこで私講師として働いた。この当時、彼はドルパト大学でヘーゲル哲学に関する論文で、文献学の博士の学位を取得している。彼はもっぱら独学で学んできたが、かなり知識は偏りがあり、世界文学や自然科学、博物学についてはほとんど知識は皆無で、ゲーテの『ヴィルヘルム・マイスターの遍歴時代』の中の「教育州」についてをよく読んでいたくらいにとどまった。教育思想家では、フリードリッヒ・ディースターヴェークに傾倒していた。
1846年になって初めて、彼は故郷のアルテンブルクに戻ってくる。この間に彼は結婚し、結婚生活も既に3年を経過していた。故郷で彼は自ら私立学校を新しいスタイルで設立、それを指導して成功を収めた。これは古典的な教育内容から離れ、自然科学や近代語の教育を優先しようとするものであった。
彼は、ドイツの1848年革命前夜の運動に参加し、様々な雑誌に記事を書き、革命の目標に賛同を表明し、ザクセン・アルテンブルク広告の共和派の指導者の一人となった。彼の1851年の著作『社会主義のABC』(Das ABC des Sozialismus)で彼は、フリードリヒ・フレーベル(1782年 - 1852年) の教育的見解に強く依拠した立場をとった。その革命的で社会主義的な係わりからドゥエイは、少なくとも5回にわたり裁判にかけられ、また2度もの逮捕を経験している。その結果、1年間の懲役と職業の禁止を宣告されている。釈放後、彼は多数の知識人と自由思想家とともにアメリカのテキサスに移住した。これについては、フォーティエイターズ(en:Forty-Eighters)を参考のこと。

### アメリカでジャーナリスト、教育者として
ドゥエイは、1852年3月にテキサス州に到着した。まずニコラス・ツィンク(1812年 - 1887年)のテキサス州ケンダール郡のシスターデールのラテン・セツルメントに滞在、その後隣接したコマル郡のニュー・ブラウンフェルスに移り、そこで間もなく学校を設立した。けれど、翌1853年彼はテキサス州サン・アントニオに移住し、そこでサン・アントニオ新聞の編集者になった。 
この新聞は、当初、教育記事や文学記事を中心としていたが、ドゥエイは、間もなくこれを奴隷制反対の意見表明の舞台として利用するようになる。教養記事シリーズの中で彼は奴隷制を民主主義の理想と相容れない害悪と断じ、「自由の大地に自由な農民を」抱えた国家を標榜し、他方面で反対側と軋轢を生じた。これは、ドイツ系の「体操協会」の義勇兵が、激昂する奴隷制反対派の襲撃から新聞社の事務所を常に警備しなくてはならないほどになった。
ドイツ系の入植者の一般的な奴隷制反対の機運は、彼らを隣接したアングロ・アメリカ系の住民たちとはっきりと色分けした。その上、ドイツ系の人たちは言葉や文化の上でも彼らと異なっていた。彼らの日常生活は当時、主に農業と手工業、商業によつて成り立っていた。その結果、彼らは比較的小さな民族集団として独自に生計を立てていくことができていたのである。
しかるに、1854年のテキサス州議会（Texas State Convention）の後、ドイツ系入植者の内部で徐々にドゥエイの理念への支持が薄れ始めていった。多くのドイツ系住民が新聞に反旗を翻し、商業者は新聞に広告を掲載するのを取りやめるようになっていった。その結果、経営者は新聞を売りに出すことを決意し、ドゥエイは、アメリカ人の造園家で、景観デザイナー、また紀行作家でもあったフレデリック・ロー・オルムステッド（1822年 - 1903年）と共に新聞を買い取った。
ドゥエイは、新聞でこれまで通り奴隷制に対する反対キャンペーンを継続し、ついに1855年2月9日の版でテキサス州の西部に自由な独自の国家の設立を提案した。同年、彼の新聞の奴隷制反対の主張に反感を持つ暴徒たちの手によって新聞社の事務所が徹底的に破壊された。その後、1956年には収入がさらに激減し、彼は自分の持ち分をグスタフ・シュライヒャー（1823年 - 1879年）に売却してテキサス州を去ることになった。

### ボストンの知識人たちの中で
ドゥエイは北部のマサチューセッツ州のボストンに移り、ここで「幸せな4年間」を過ごす。現地の進歩主義協会やドイツ系移民の体操協会にも参加し、ニューイングランドの社会にも溶け込もうとした。この時期、シラーの生誕100年祭を催したり、1859年5月6日亡くなったアレクサンダー・フォン・フンボルトの追悼祭を催したりしている。
また、評論家のチャールズ・A・ダナ（en:Charles Anderson Dana）とジョージ・リプレー（en:George Ripley (transcendentalist)）によるニュー・アメリカン・サイクロペディアの「ドイツ語文法」という大項目の編集を手伝ったり、短期間ではあるが、パーキンス盲学校でも教鞭をとった。また懸賞小説への応募で、"Fata Margana"
（蜃気楼）というテキサスにやってきたドイツ系移民の物語を書き、1858年セントルイスで出版されたが、不評に終わった。
彼はここでもまた学校を設立した。それは1859年のフレーベルのモデルにならったもので、おそらくアメリカ合衆国で最初の誰にでも開かれた幼稚園とされている。これは彼により設立された労働組合の支援によるものである。但し、マルガレーテ・シュルツが、1856年に彼女の自宅で最初の私立の幼稚園を開設している。彼女は、1859年にエリザベス・ピーボディと知り合い、彼女にフレーベルの教育思想と幼稚園について指導している。一方、ドゥエイはこの時期、ドイツ系の教員養成大学の設立計画やその他の教育改革に手を染めていて、幼稚園にはあまり時間を割いていなかった。ドゥエイは共和党に入党し、ドイツ系入植者を共和党に勧誘するため全国を旅していた。

### ニューヨークへ
しかしながら、彼が公言していた無神論のために反対派反発を買い、1860年にはこの町も再び去ることになる。
彼はニュージャージー州のホボーケンに移り、そこでドイツ系の学校の校長になり、ニューヨークの「デモクラート」紙の主席編集者になる。1866年にはついにニューヨークに移り住み、そこでも幼稚園の開設に向け尽力する。彼はお送り学校を開設し、1871年には幼稚園のハンドブックを執筆、教育の指針となるものを書き記した。これらの学校や幼稚園の校長にして指導者として、彼は常にフレーベル教育学の指導的な理念が実践に反映されるべく努力を重ねた。
1868年から1870年まで彼はニューヨークの「労働組合」という労働者向けの新聞の編集者を務め、ニューヨークではマルクス主義の指導者としても知られた。1878年から彼の死に至るまで、彼は10年間にわたりアレクサンダー・ヨナスとともに「ニューヨーク民衆新聞」という、アメリカでは最も長命であった新聞の編集に携わった。
個人生活の上では、ドゥエイは、卓越したピアニストでもあった。そればかりか、社交的な場で多くのミュージシャンと交友を持ち、60曲の作曲もこなしている。サン・アントニオ時代からすでに彼は、合唱サークルを結成し、それを指揮し、その一員として1853年にはニュー・ブラウンフェルスにでかけ、そこで最初の合唱祭を催している。
彼はその人生の最後までに総数35冊の著書とそのテキサスでの生活についての回顧録を書き残した。

## 著書
- Das ABC des Sozialismus, Altenburg 1851
- The Kindergarten. A Manual for the Introduction of Fröbel's System of Primary Education into the Public Schools, and for the use of Mothers and Private Teachers, New York 1871 – Übersetzung ins Japanische von Shinzo Seki, Tokyo (Japan) 1876
- Kindergarten und Volksschule als sozialdemokratische Anstalten. Leipzig 1876

## 文献
- Justine Davis Randers-Pehrson: Adolph Douai 1819-1888, The Turbulent Life of a German Forty-Eighter in the Homeland and in the United States, Peter Lang Publications Inc., 2000, ISBN 0820448818
- Paul Mitzenheim: Adolf Douai - Vermittler Fröbelscher Ideen nach den USA und Japan, in: „Friedrich Fröbel in Japan und Deutschland“, Hrsg.: Helmut Heiland und Karl Neumann, Weinheim 1998